# 活塞环

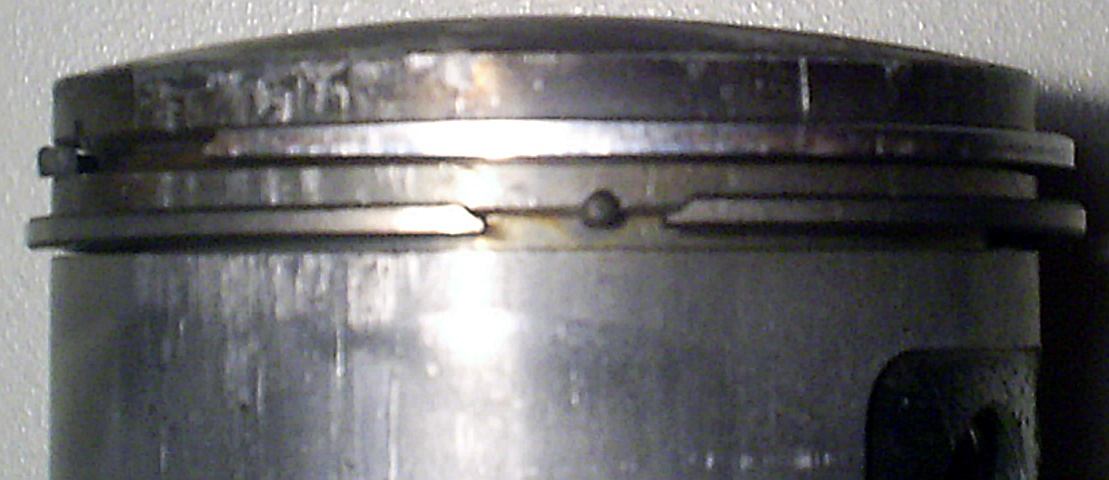
装配在二冲程发动机上的两个活塞环，可见下方活塞环的缺口。

活塞环是用于嵌入活塞槽沟内部的弹性金属环，用于密封、控油、导热和导向，分为压缩环和机油环两种。压缩环可用来密封燃烧室内的可燃混合气体，机油环则用来刮除汽缸上多余的机油。 活塞环广泛地用在各种动力机械上，如蒸汽机、柴油机、汽油机、压缩机、液压机等。
活塞环多采用合金铸铁或球墨铸铁制造，有良好的耐磨性、耐热性、导热性，同时具有足够的强度、弹性和冲击韧性，因为它在工作时受到汽缸中高温、高压燃气的作用，并在润滑很困难的条件下在汽缸内高速运动，特别是第一道环温度可高达600K。

## 种类

### 压缩环

不同截面的压缩环

压缩环也称气环，用于活塞与汽缸间的密封，防止汽缸中高温、高压燃气窜入曲轴箱；并将活塞头部的大部分热量传给汽缸壁，避免活塞过热。常见的气环断面形状有：矩形环（A）、桶形环（B）、锥形环（C）、扭曲环（D）、梯形环（E）等。

### 油环
机油环也称油环，在活塞上行时，使飞溅在汽缸壁上的润滑油均匀分布，有利于活塞、活塞环和汽缸壁的润滑；活塞下行时，刮除汽缸壁上多余的润滑油，防止润滑油窜入燃烧室燃烧，有普通油环和组合式油环两种。